# Ауслендер, Сергей Абрамович
Серге́й Абра́мович Аусле́ндер (18 (30) сентября 1886, Санкт-Петербург или Сибирь — 12 декабря 1937, Бутовский полигон, Московская область) — русский писатель, драматург, театральный и литературный критик.

## Биография
Родился в купеческо-дворянской семье. Отец, народоволец Абрам Яковлевич Ауслендер (1859—1887?), был родом из еврейской купеческой семьи из Херсона, потомственный почётный гражданин; умер в ссылке в Сибири вскоре после рождения сына. Будучи студентом последнего курса Петербургского института инженеров путей сообщения, в 1883 году был арестован в Херсоне по делу о подпольной народовольческой типографии; в следующем годы выслан в Тюкалинск Тобольской губернии, где в 1885 году на собственные средства основал метеорологическую станцию. Его брат Борис Яковлевич Ауслендер был врачом, практиковал сначала в Одессе, с 1905 года в собственной клинике в доходном доме Е. Е. Лавровой на Большой Никитской улице, 22/2, в Москве. Уже их дед (прадед Сергея Ауслендера) Гершка Мордкович Ауслендер (1798—1861) был купцом первой гильдии в Херсоне, а его сын Яков Гершкович (Григорьевич) Ауслендер (1835, Херсон — 1907, Одесса), дед поэта, получил потомственное почётное гражданство. Со стороны матери предки Cергея Ауслендера были из старинного ярославского дворянского рода; мать, учительница народной школы Варвара Алексеевна Ауслендер (1857—1922), приходилась старшей сестрой поэту М. А. Кузмину.
Учился в гимназиях Киева, Москвы, Нижнего Новгорода; окончил 7-ю Санкт-Петербургскую гимназию в 1906 году. Учился на историко-филологическом факультете императорского Петербургского университета (1910). Дружеские отношения поддерживал с М. А. Кузминым, который и ввёл его в круг петербургской богемы. В 1910 году женился на актрисе Надежде Александровне Зборовской (сестре критика, драматурга, шахматного обозревателя Евгения Александровича Зноско-Боровского).
Занимался литературным творчеством, театральной критикой. С конца 1915 года печатал корреспонденции с фронта в петроградских изданиях, в 1916 году издал сборник рассказов на злобу дня «Сердце воина».
Покинув революционный Петроград, в 1918 году в Москве сотрудничал в газете «Жизнь». Затем в Екатеринбурге и Омске. Был военным корреспондентом в Белой армии, в 1918—1919 годах жил и работал в колчаковском Омске, исполнял обязанности пресс-секретаря Колчака, автор биографии Колчака и его основной спичрайтер. М. Кузмин в дневнике отмечал 11 (28) мая 1919 года: «Говорят, что Ауслендер при Колчаке. Сибирь, Урал, генералы, молебны, пироги, иконы, поездки. Господи, где все это? С какою сволочью мы остались!»
Бежал из Омска накануне его захвата красными. Скитался. В 1920—1922 гг. работал в детдоме (школе-коммуне) под Томском под чужим именем.
В 1922 году вернулся в Москву. Восстановил документы на свое настоящее имя по распоряжению В. Р. Менжинского. И далее, вероятно, поддерживал связь с председателем ОГПУ В. Р. Менжинским по их старому знакомству в предреволюционных литературных кругах, имея от него своего рода охранную грамоту.
Один из создателей Московского ТЮЗа, в 1924—1928 гг. передвижного коллектива под руководством О. В. Рудаковой, актёры играли в московских скверах, на бульварах, во дворах. Затем театр стал стационарным. Ставил эстрадные обозрения, спектакли-игры, публицистические спектакли-диспуты. Работал там с 1928 года заведующим педагогической и литературной частью, писал главным образом историко-революционную беллетристику для юношества. Работал также в подсекции художественного воспитания научно-педагогической секции Государственного ученого совета (ГУСа), участвовал в создании театров юного зрителя в стране, сотрудничал в педагогических журналах.

## Арест и казнь

Арестован 22 октября 1937 года. Обвинён в антисоветской агитации и пропаганде. 9 декабря 1937 года «тройкой» при Московском областном управлении НКВД приговорён к расстрелу. Виновным себя не признал. Казнён 11 декабря 1937 года.
9 августа 1956 года реабилитирован посмертно.

## Литературная деятельность

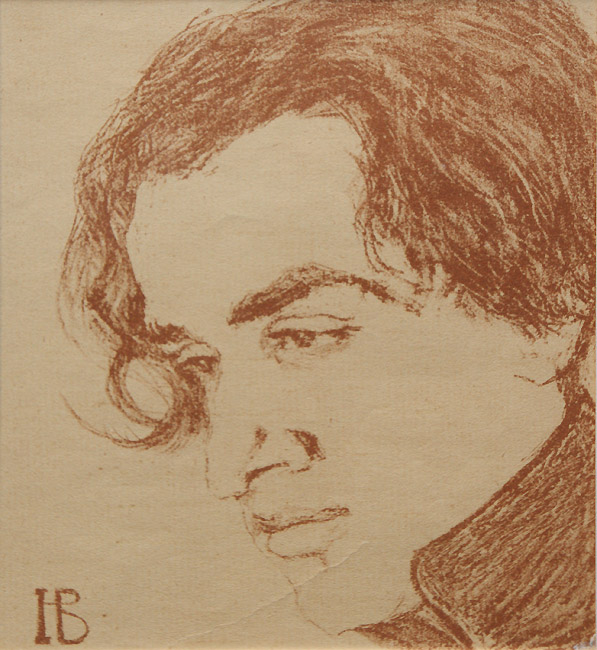

В творчестве — неоромантик наподобие раннего М. Горького, воспевший «мечтателей и поэтов», противопоставленных «дельцам». Его герой — человек действия, подвига.
Дебютировал в печати в 1905 году рассказами в «Вестнике средне-учебных заведений». С 1906 года сотрудничал в журнале «Золотое руно». Печатался в «Москве», «Весах», «Утре России», «Речи», «Аполлоне» (вёл литературную и театральную хронику), «Новом журнале для всех», «Ниве» и других.
Автор рассказов, повести «У фабрики», романа «Последний спутник» (Москва, 1913), пьес «Ставка князя Матвея», «Изумрудный паучок» и других произведений.
В 1912 году после выхода второй книги рассказов Ауслендера «Петербургские апокрифы» Н. Гумилев в своем отзыве называл автора «…писателем-архитектором, ценящим в сочетании слов не красочный эффект, не музыкальный ритм или лирическое волнение, а чистоту линий и гармоническое равновесие частей, подчиненных одной идее». «Беллетрист-стилизатор», — так характеризует его творчество тех лет «Литературная энциклопедия» в 1930 году.
Романтического стиля возвышенным гением с безупречными целеполаганиями представлен был Ауслендером адмирал Колчак (1919), в котором автор нашел воплощение своего идеала исторического деятеля. Книга о Колчаке была переведена на основные европейские языки.
В советское время, перековавшись, Ауслендер в сложившейся традиции советской романтики пишет о борьбе одиночек-народовольцев с царизмом («За волю народную»), о волнениях гимназистов в 1905 году («Первые грозы»), о боях на польском фронте 1920 года («Много впереди»), о перековке малолетних преступников («Ромка»), о восстании в Китае («Приключения Ли-Сяо»), о неграх Африки, стонущих под пятой колониализма («Черный вождь»), о необходимости политической зоркости («Мальчик-невидимка»). Характерный герой этого времени — Якэлене из «Черного вождя», руководитель борьбы негров: «Он знает, что он не одинок, он знает, что у него много, много братьев, и он знает, что, крепко соединив свои руки, они победят и освободят всех стонущих под ударами, изнемогающих в позорных цепях. „Черный вождь“ Якэлене боролся всю свою жизнь недаром». Часто герои книг Ауслендера гибнут: героиня повести «За волю народную» сжигает себя в камере, гимназист Виноградов из «Первых гроз» кончает самоубийством, еврейка Роза гибнет во время погрома, как и китайчонок Ли-Сяо. Смерть интерпретируется им как жертва во имя торжества будущего, победы новой жизни (в духе «Смерти пионерки» Багрицкого). В оценке критики «Легкость языка, простое и стремительное развитие действия, упрощенность литературного рисунка — вот те свойства, которые создали значительную популярность его произведений среди детей».
Л. Мартынов пишет, что в детстве его впечатлил сборник «Золотые яблоки»: «Пронзительная книга, чья ретроспекция была направлена в недалёкое смутно предрекаемое будущее».
Сергею Ауслендеру посвящено стихотворение Николая Гумилёва «Маркиз де Карабас», стихотворение В. Ф. Ходасевича «Воспоминание» в сборнике «Русская эротическая поэзия» (Золотая серия поэзии). М. Изд. ЭКСМО. 20011 с. 328..